# Champion (St. Louis)

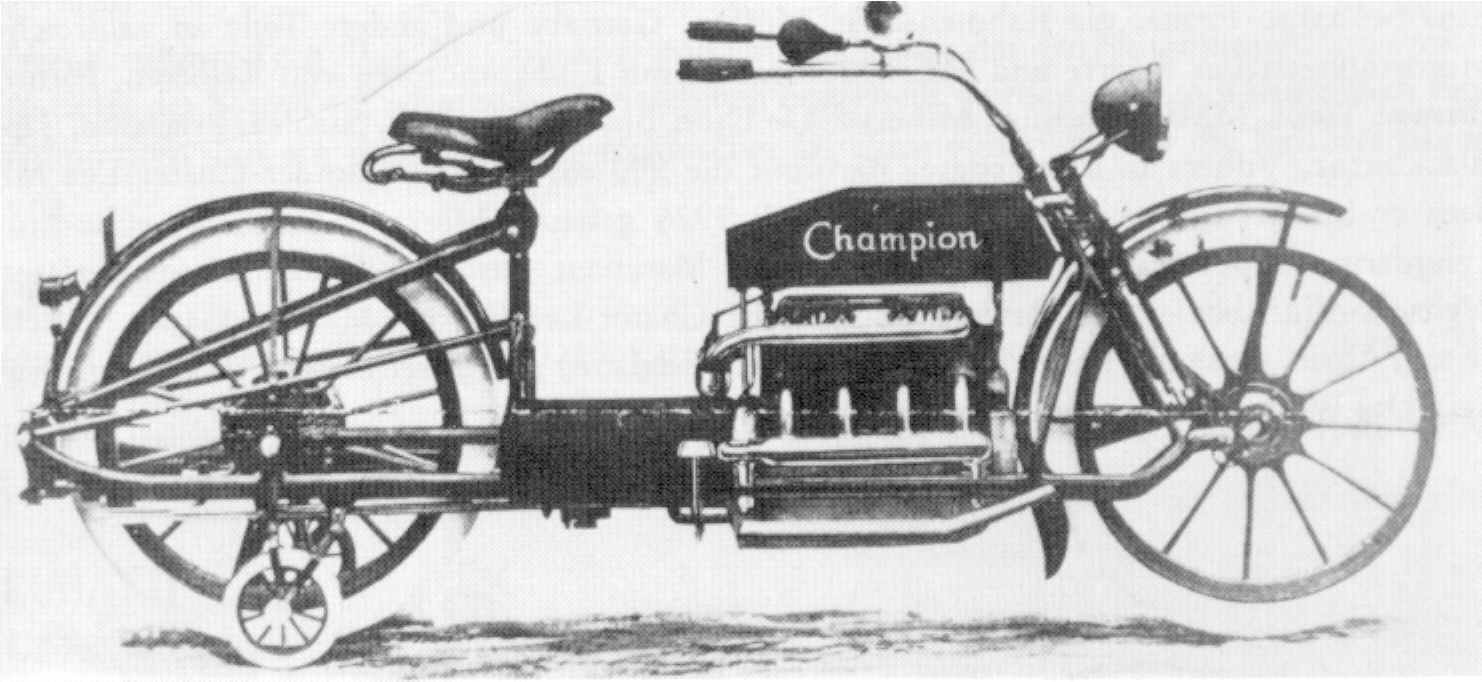
Deze 1260 cc Champion uit 1917 heeft onmiskenbaar kenmerken van het merk Militaire

Champion is een Amerikaans historisch merk van motorfietsen.
De bedrijfsnaam was: Champion (Peerless) Motorcycle Mfg. Co., St. Louis (1911-1913).
Champion maakte 1261cc-luchtgekoelde viercilinders met asaandrijving. Het waren onder licentie gebouwde licht gemodificeerde motorblokken van het merk Militaire. Dit merk was verbonden met Peerless in Boston. De productie begon in 1911 en eindigde volgens de meeste bronnen in 1913, maar in 1917 verschenen er nog advertenties voor Champion-motorfietsen. Mogelijk produceerde Peerless ze af en toe nog uit restvoorraden.